# ニナ・バドリッチ
ニナ・バドリッチ（クロアチア語:Nina Badrić、発音:セルビア・クロアチア語発音: [nîna bâdrit͡ɕ]、1972年7月4日 - ）は、クロアチアのポップ歌手である。芸能活動を始めるまえは、銀行のカウンタ業務をしていた。1990年代初期に音楽活動を始め、クロアチアや周辺の旧ユーゴスラビア諸国・セルビア、ボスニア・ヘルツェゴビナ、スロベニア、モンテネグロなどにおいて、ダンス・ミュージックにおける知名度を高めていった。
ユーロビジョン・ソング・コンテストのクロアチア国内選考である音楽祭Doraに度々出場しており、1993年には「Ostavljam te」で参加して7位、1994年には「Godine nestvarne」で参加して10位、1995年には「Odlaziš zauvijek」で参加して18位、2003年には「Čarobno jutro」で参加してクラウディア・ベニの「Više nisam tvoja」に次ぐ2位となっている。2012年にはクロアチア国営放送の内部選考によりユーロビジョン・ソング・コンテスト2012のクロアチア代表に選ばれ、同年5月にアゼルバイジャンのバクーにて開催される同大会に出場する。

## ディスコグラフィー

### アルバム
- Godine nestvarne (Croatia, 1995)
- Personality (Zg Zoe Music, 1997)
- Unique (Croatia, 1999)
- Nina (Croatia, 2000)
- Ljubav (Aquarius, 2003)
- 07 (Aquarius, 2007)
- NeBo (Aquarius, 2011)